# 福島区

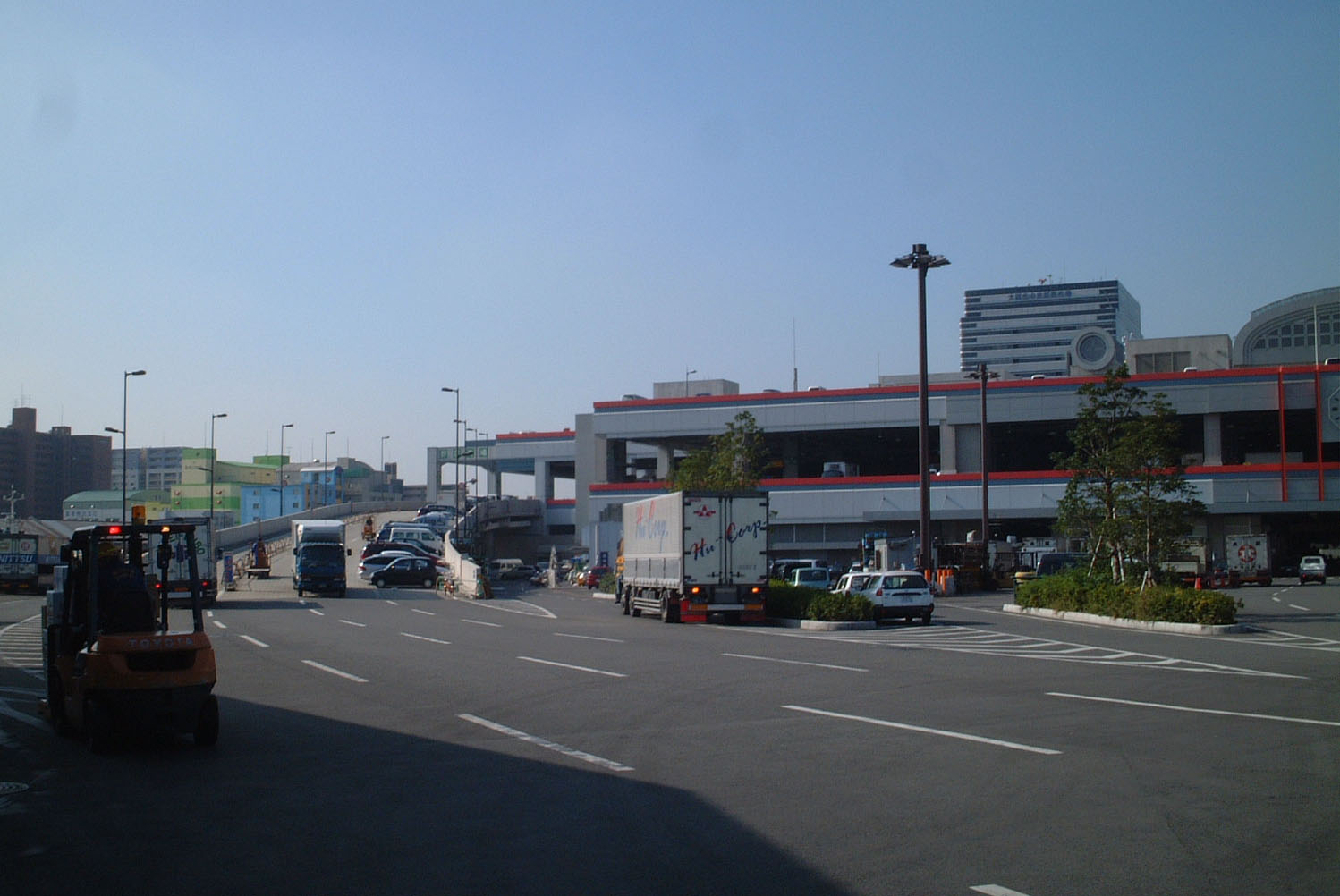
大阪市中央卸売市場

福島区（ふくしまく）は、大阪市を構成する24行政区のうちの一つ。大阪都心6区の一角をなす。

## 概要
菅原道真がこの地に立ち寄った際、元の地名を福島と改名したことが由来とされる。堂島より北に当たるこの地は江戸時代は近郊農村だったが、明治以降繊維産業などの大工場が建設され、周囲は中小企業の工場地帯となった。松下電器産業が福島区で創業したほか、現在でも印刷・製本工場や、自動車部品などの卸業者が多く立地している。戦前には阪大病院や大阪市中央卸売市場本場なども建設された。戦後は、西日本のビジネスの中心地である梅田に近いことから大阪駅からも辛うじて徒歩圏内に位置している福島駅を中心にオフィスビルが建ち、工場移転後の跡地は住宅地や商業地になった。
1990年代以降、区内各所に大規模団地や超高層マンションが建設され、阪大病院の跡地には再開発によってほたるまちが建設された。ここには準キー局の朝日放送（ABCテレビ）本社が福島駅北側より移転してきた。
現在、福島区の大部分は住居地域となっており、JR野田駅周辺は空襲から免れた古い長屋や町屋が多く残っている。福島駅周辺にオフィスビルや商業地が集積し、阪神野田駅周辺にも商業地が集積している。区の西部に当たる地域には機械・金属製品工場が存在するが、近年急速に住宅地化が進んでいる。
面積は大阪市、および全国の行政区の中で、浪速区、東成区に次いで3番目に狭い。

## 歴史
淀川（現：旧淀川）の河口に位置する福島区一帯は、河川土砂の堆積した三角州であった。縦横に分流した川に囲まれた葦が生い茂った島々は、難波八十島と呼ばれ現在でも福島・堂島・都島・難波島などという地名にその名残をとどめている。また、古くより福島の地は瀬戸内海へ向かう船の出発地として使われてきた。
福島天満宮の社伝によれば、平安時代の901年に菅原道真が、九州大宰府へ配転させられた際、当地の里人徳次郎が旅情を慰めたことをいたく喜び、この辺りを餓飢島と呼ばれていたのを福島と名づけたという。
1185年、源頼朝から平家追討の命を受けた源義経が摂津国の港・渡邊津に兵を集めた。『平家物語』によれば、源義経と戦奉行の梶原景時がこの地の大きな松の下で軍議の評定を行い、対立したという。これを逆櫓論争という。現在、その場所である福島2丁目には逆櫓の松址碑が建てられている。
鎌倉時代には大阪湾沿岸の島や洲であった福島区の土地も、寺社や貴族が荘園として所領に組み込んでいった。
現在の鷺洲から北区大淀付近は鷺島荘という四天王寺の所領であったと、北区大淀の勝楽寺の大般若経の裏書に記されている。また、現在の福島付近は北条氏ゆかりの浄金剛院の院領であったと『招慶門院御領目録』に記されている。

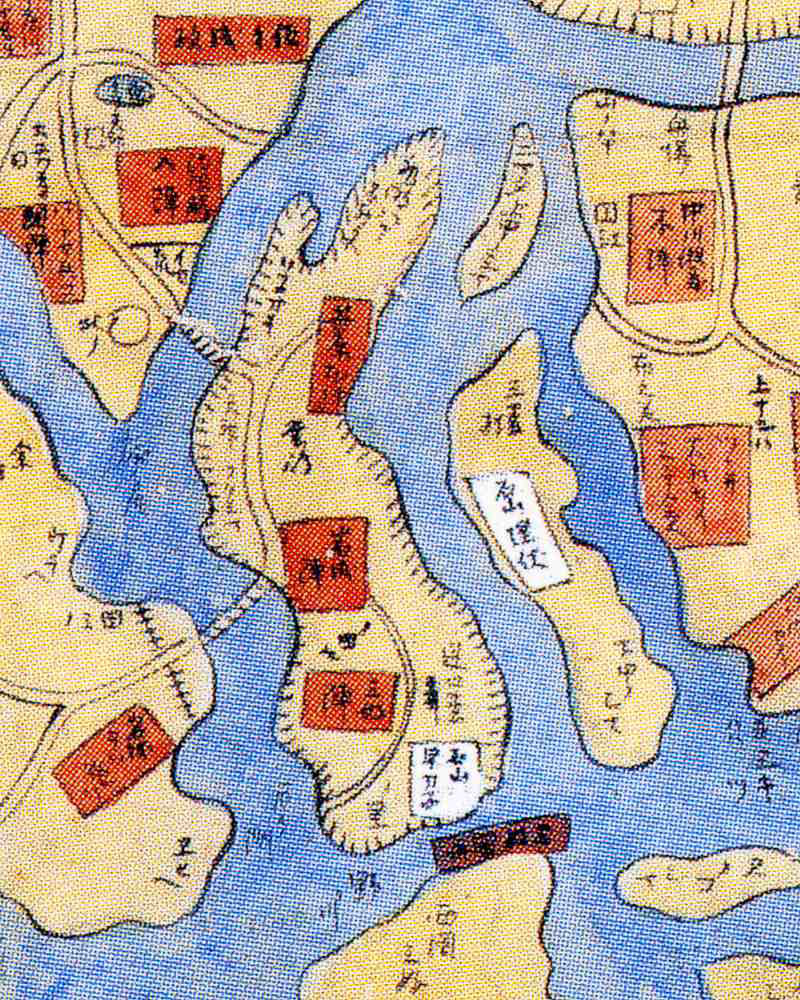
安土桃山時代
（左側が北方向）

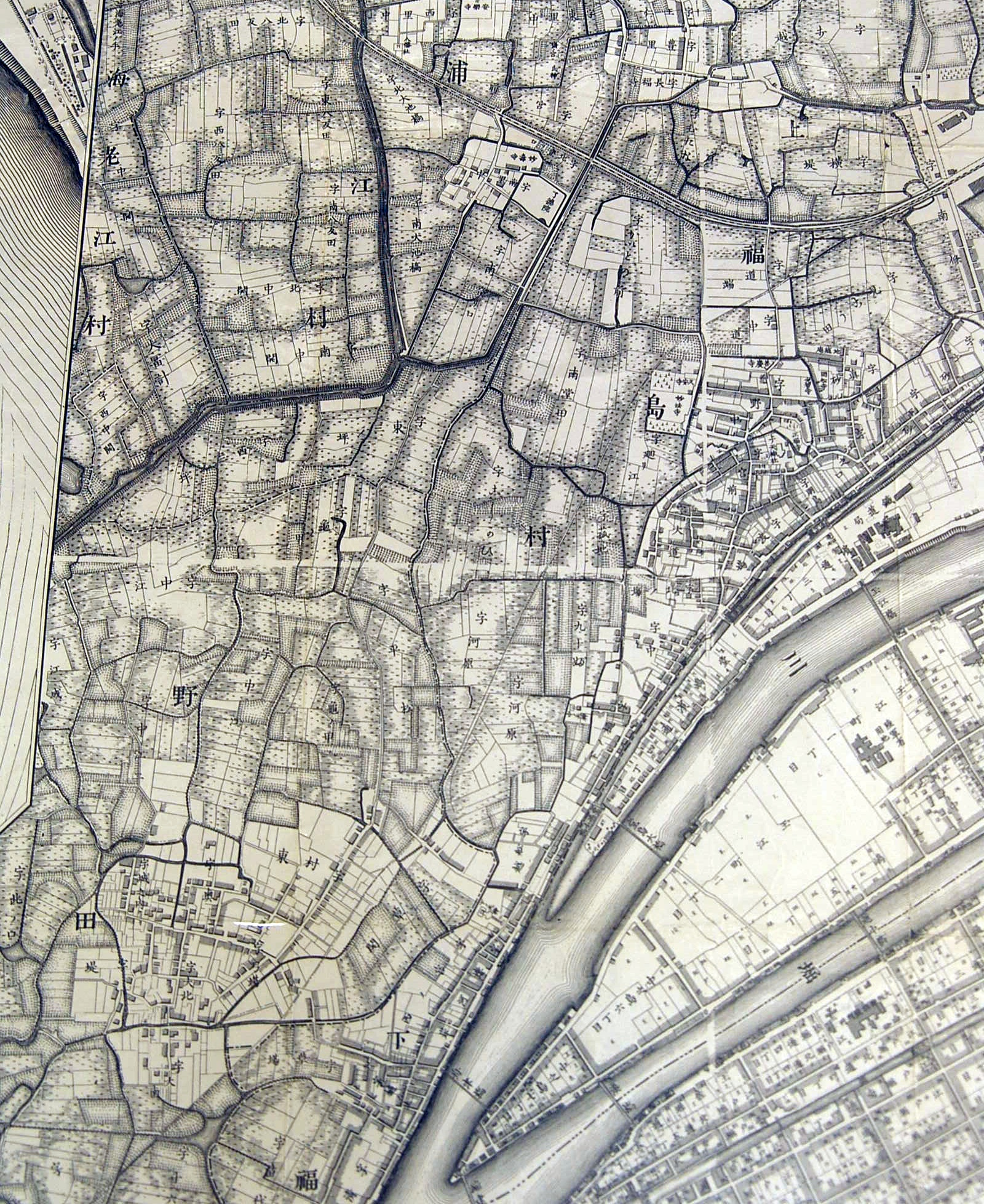
1887年 大阪実測図

室町時代の1364年には、足利義詮が住吉詣の途中、野田に立ち寄り、玉川の藤を見て「いにしえの ゆかりを今も 紫の ふし浪かかる 野田の玉川」と詠んだ。その後、玉川の藤は「吉野の桜、野田の藤」と並び称せられた。
室町時代になると、大覚寺（尼崎市）や崇禅寺、広隆寺、大徳寺の荘園も築かれた。
1532年には本願寺光教（証如）が福島砦を視察した時に近江観音寺城主六角定頼に包囲されたため、野田・福島の門徒が救援に駆けつけ危機を脱したが、この時に定頼軍との戦いで戦死した門徒21人を野田二十一人衆という。現在も二十一人討死の碑が玉川4丁目に建てられている。
1531年細川氏と三好氏が抗争していた時に、細川氏と同盟を組んでいた浦上村宗が野田城を築城した（中嶋の戦い）。1570年、畿内での勢力回復を図る三好氏は、野田城を増築させて籠城し、それに呼応し、石山本願寺が織田家打倒の武装決起（野田・福島の戦い）したが、1576年織田信長の猛攻により落城した。このほか、福島城・海老江城・浦江城が存在したという記録もあるが場所などは明らかでない。
安土桃山時代の1594年、豊臣秀吉は野田藤を訪ね茶会を開いた。このとき曽呂利新左衛門に書かせた「藤庵」の額を藤氏に贈ったといわれる。現在も下福島公園に藤庵の庭が復元され残っている。
江戸時代には西成郡の大川と中津川に囲まれた地域を「南中島」といい、現在の北区と福島区の大部分はこの地域に属していた。行政区として上福島村・下福島村・野田村・浦江村・海老江村が置かれ、1620年以降幕末まで江戸幕府の直轄地となった。
元和期以降、大坂市中の河川開削や市域整備が行われ、堂島川、土佐堀川、江戸堀川沿いには各藩の蔵屋敷が次々に置かれた。現在の福島1丁目・2丁目には松山藩・福山藩・人吉藩・臼杵藩・長岡藩・広島藩・名古屋藩・秋田藩・久留米藩・延岡藩・中津藩・富山藩・壬生藩などの蔵屋敷が置かれていた。
大坂の港は菱垣廻船・樽廻船・北国廻船の基点となり大いに繁栄した。これら大型商船は大坂市中の堀川・河川には乗り入れることができなかったため、河口付近に停泊させ、上荷船・茶船といった川船に荷物を積み替えて輸送していた。福島区もこれらの川船業で栄えていた。
明治時代の1882年、江戸時代に行われた堀江新地開発による代替地であった安井九兵衛請所に安井村が成立した。1889年には攝津製油が野田村で創業し、1894年には大日本紡績、1895年には住友伸鋼所、1897年には大日本製薬、1901年には大日本アルミニウム製造所、1909年には島田硝子製作所が操業を開始した。1919年には現在の玉川1丁目に大阪工業試験所が開設され、工業化が急速に進んだ。
1918年には、大開2丁目でパナソニック（旧：松下電気器具製作所）が創立。当時、松下幸之助は23歳。妻むめのと後の三洋電機創業者である義弟井植歳男の3人での操業開始であったが、一般家庭への電化製品の普及とともに、急速に業容を拡大し、1922年には同町内に100坪余りの新工場（第一次本店・工場）を竣工、その後1925年に大開3丁目にランプ工場を建設、1929年にも第二次本店・工場を竣工した。同跡地は後に大開公園として整備され、松下幸之助創業の記念碑が2004年に建立された。
第二次世界大戦のアメリカ軍による空襲で、福島区内の工場なども大きな被害を受け、昭和40年代以降の公害問題や、経済成長による工場用地拡張需要もあり、区内の大規模工場は次々と移転していった。
近年、福島区は大阪都心部に隣接した住居地域として、大規模団地・超高層マンションが次々と建設されている。そのため、高度成長期以来減少してきた人口が、近年急速に増えている。しかし、2008年に入り、住宅需要の低迷により区内で計画されていたマンション建設計画は、一部が着工延期されている。

### 行政区の変遷
1943年（昭和18年）4月1日に大阪市を13区から22区にする分増区が行われたときに、西淀川区の海老江・鷺洲と此花区の福島・野田地区に北区の一部（堂島浜）が加わり福島区が誕生した。
1975年（昭和50年）9月1日には、新住居表示となり現在の7町表記となった。
| 現在の町名 1975年〜 | 福島区創設時 1943年〜                                                            | 福島区創設前 所属区 〜1943年 | 市制・町村制 1872年ごろ                            |
| ------------------- | -------------------------------------------------------------------------------- | ---------------------------- | -------------------------------------------------- |
| 福島                | 上福島北 上福島中 上福島南 玉川町 平松町                                         | 此花区                       | 大阪市 北区 西成郡 上福島村 下福島村 野田村 鷺洲村 |
| 福島                | 堂島浜通 西梅田町 北梅田町 佐藤町 草開町                                         | 北区                         | 大阪市 北区 西成郡 上福島村 下福島村 野田村 鷺洲村 |
| 玉川                | 玉川町 下福島 平松町                                                             | 此花区                       | 大阪市 北区 西成郡 上福島村 下福島村 野田村 鷺洲村 |
| 玉川                | 堂島浜通                                                                         | 北区                         | 大阪市 北区 西成郡 上福島村 下福島村 野田村 鷺洲村 |
| 野田                | 玉川町 下福島 安治川上通 大野町 十六町 安井町 対込町 兼平町 今開町               | 此花区                       | 大阪市 北区 西成郡 上福島村 下福島村 野田村 鷺洲村 |
| 吉野                | 平松町 安井町 今開町 亀甲町 中江町 江成町 吉野町 新家町                          | 此花区                       | 大阪市 北区 西成郡 上福島村 下福島村 野田村 鷺洲村 |
| 大開                | 大開町 茶園町 上島町 下島町                                                      | 此花区                       | 大阪市 北区 西成郡 上福島村 下福島村 野田村 鷺洲村 |
| 大開                | 海老江新町 海老江中 海老江下                                                     | 西淀川区                     | 大阪市 北区 西成郡 上福島村 下福島村 野田村 鷺洲村 |
| 鷺洲                | 鷺洲上（浦江上） 鷺洲中（浦江中） 鷺洲南（浦江南） 鷺洲本通（浦江本通） 海老江上 | 西淀川区                     | 大阪市 北区 西成郡 上福島村 下福島村 野田村 鷺洲村 |
| 海老江              | 海老江上 海老江中 海老江下                                                       | 西淀川区                     | 大阪市 北区 西成郡 上福島村 下福島村 野田村 鷺洲村 |

## 人口
| 年                 | 人口   | 男     | 女     | 外国人登録 |
| ------------------ | ------ | ------ | ------ | ---------- |
| 1945年（昭和20年） | 44,758 | 23,318 | 21,440 |            |
| 1950年（昭和25年） | 79,475 | 40,053 | 39,422 |            |
| 1955年（昭和30年） | 90,684 | 46,123 | 44,561 | 1,603      |
| 1960年（昭和35年） | 94,417 | 48,882 | 45,535 | 1,855      |
| 1965年（昭和40年） | 86,021 | 43,870 | 42,151 | 1,788      |
| 1970年（昭和45年） | 71,995 | 35,898 | 36,097 | 1,425      |
| 1975年（昭和50年） | 61,100 | 29,710 | 31,390 | 1,195      |
| 1980年（昭和55年） | 60,101 | 26,897 | 31,114 | 1,041      |
| 1985年（昭和60年） | 57,497 | 27,631 | 29,866 | 1,053      |
| 1990年（平成2年）  | 56,252 | 27,045 | 29,207 | 1,074      |
| 1995年（平成7年）  | 55,104 | 26,460 | 28,644 |            |
| 2000年（平成12年） | 55,733 | 26,527 | 29,206 |            |
| 2005年（平成17年） | 60,929 | 28,858 | 32,701 | 1,162      |
| 2010年（平成22年） | 67,920 | 31,818 | 35,472 | 1,227      |
| 2015年（平成27年） | 72,484 | 34,168 | 38,316 | 1,259      |
| 2017年（平成29年） | 72,384 | 34,286 | 38,098 | 1,325      |
| 2018年（平成30年） | 72,393 | 34,293 | 38,093 |            |

※ 人口総数、男性人口、女性人口は国勢調査による。
| 町     | 2006年 | 2015年 |
| ------ | ------ | ------ |
| 福島   | 9,616  | 15,956 |
| 玉川   | 6,639  | 7,562  |
| 野田   | 7,229  | 7,995  |
| 吉野   | 9,638  | 9,919  |
| 大開   | 8,140  | 8,256  |
| 鷺洲   | 9,555  | 11,411 |
| 海老江 | 10,418 | 11,385 |

## 産業
| 業種                                 | 事業所数 | 従業者数 |
| ------------------------------------ | -------- | -------- |
| A～B 農林漁業                        | 0        | 0        |
| C 鉱業、採石業、砂利採取業           | 1        | 3        |
| D 建設業                             | 210      | 2,378    |
| E 製造業                             | 415      | 4,623    |
| F 電気・ガス・熱供給・水道業         | 4        | 195      |
| G 情報通信業                         | 136      | 5,946    |
| H 運輸業、郵便業                     | 98       | 3,309    |
| I 卸売業、小売業                     | 1,702    | 20,548   |
| J 金融業、保険業                     | 46       | 635      |
| K 不動産業、物品賃貸業               | 437      | 2,355    |
| L 学術研究、専門・技術サービス業     | 264      | 1,631    |
| M 宿泊業、飲食サービス業             | 872      | 7,511    |
| N 生活関連サービス業、娯楽業         | 284      | 1,462    |
| O 教育、学習支援業                   | 102      | 1,183    |
| P 医療、福祉                         | 342      | 6,161    |
| Q 複合サービス事業                   | 13       | 95       |
| R サービス業（他に分類されないもの） | 259      | 5,376    |
| S 公務（他に分類されるものを除く）   | 18       | 1,561    |

※ 経済センサス 2014年（平成26年）7月1日現在による
| 年                 | 事業所数 | 従業者数 |
| ------------------ | -------- | -------- |
| 1991年（平成3年）  | 3,283    | 27,206   |
| 1999年（平成11年） | 2,676    | 25,106   |
| 2007年（平成19年） | 1,893    | 18,557   |

※ 福島区役所 商業統計による
| 年                 | 事業所数 | 従業者数 |
| ------------------ | -------- | -------- |
| 2003年（平成15年） | 498      | 5,048    |
| 2008年（平成20年） | 369      | 3,492    |

※ 福島区役所 工業統計による

## 区内に本社を置く企業

### 東証プライム上場
- 朝日放送グループホールディングス 
  - 朝日放送テレビ
  - 朝日放送ラジオ
- SPK
- PEGASUS
- レンゴー（登記上本店）

### その他の企業（50音順）
- 一冨士フードサービス
- 大阪ダイハツ販売
- 大阪トヨタ自動車
- 大森屋
- 孔官堂
- サトウ花店
- 山陽自動車運送
- 生和コーポレーション
- セッツ
- 大黒屋
- 拓洋グループ
- ナリス化粧品
- ハイポネックスジャパン
- 長谷川工業
- 阪神住建
- 阪神電気鉄道
- パワーライフアカデミー
- ピーコック魔法瓶工業
- ベイ・コミュニケーションズ
- 萬成電機
- 優美社産業
- 吉野ゴム工業

## 区内が発祥の企業

オートバックス出入橋店付近にある創業者・住野敏郎像

- オートバックスセブン（1946年、福島区内で自動車部品の卸売を始めたのが会社の起源。現在の本社は東京都江東区）
- パナソニックホールディングス（旧：松下電器産業）（1918年、現在の福島区大開二丁目にて松下電気器具製作所として開業。現在、松下電器の第二次本店・工場跡の一部は公園として整備されている。現在の本社は門真市）
- 丸大食品（1954年、現在の福島七丁目（旧：上福島北三丁目126番地）にて丸大食品工場として創業。現在の本社は高槻市）
- タイガー計算器（1930年、現在の海老江三丁目（旧：西淀川区海老江上四丁目）にて個人経営「タイガー計算器製作所」から資本金40万円（現在の貨幣価値で16億円〜20億円）で「タイガー計算器株式会社」を設立）
- 和気産業（1922年、和気信行商店として創業。現在の本社は東大阪市）

## 区内の大規模事業所

### 既存
- 凸版印刷 （海老江3丁目）
  - 朝日新聞 海老江工場（凸版印刷海老江工場内）
- ダイヘン 兼平工場（野田6丁目：現在は縮小して柱上変圧器修理工場のみ）
- 福山通運 大阪流通センター（大開4丁目：トラックターミナル）
- レンゴー 中央研究所・流通センター（大開4丁目：旧同社淀川工場跡に建設されたSOSiLA大阪内。登記上の本店）

### 閉鎖
- 大日本住友製薬 大阪総合センター（海老江1丁目：製薬工場、研究所。跡地は南側を大規模団地ジオ福島野田が施工中、北側は商業施設となる予定）
- 塩野義製薬 中央研究所（鷺洲5丁目。跡地は大規模団地リバーガーデン福島木漏れ日の丘が施工中）
- レンゴー 淀川工場（大開4丁目：製紙工場。2018年に閉鎖。）
- 大阪工業試験所（現：独立行政法人産業技術総合研究所関西センター、旧：大阪工業技術研究所）
- 角一ゴム（カクイチタイヤ）（現：クラレプラスチックス）
- 住友伸鋼所
- 大日本紡績 福島工場（現：ユニチカ）
- 大福紡績（現：ユニチカ）
- 島田硝子製作所（現：東洋ガラス）
- 三菱製紙 浪速工場

## 交通

### 鉄道
- 区役所の最寄駅：野田阪神駅
- 西日本旅客鉄道（JR西日本）
  - 大阪環状線：福島駅 - 野田駅
  - JR東西線：新福島駅 - 海老江駅
- 阪神電気鉄道
  - 本線：福島駅 - 野田駅 - 淀川駅
- 大阪市高速電気軌道 (Osaka Metro)
  - 千日前線：野田阪神駅 - 玉川駅
    - 駅名は各社で異なるが、JR西日本JR東西線・海老江駅、阪神電気鉄道本線・野田駅、大阪市高速電気軌道千日前線・野田阪神駅が近接し、3社の相互乗換指定駅である。
    - また、JR西日本大阪環状線・野田駅と大阪市高速電気軌道千日前線・玉川駅が近接しており、互いに相互乗換指定駅である。
    - 相互乗換指定駅ではないものの、JR西日本大阪環状線・福島駅、JR西日本JR東西線・新福島駅、阪神電気鉄道本線・福島駅が近接している。

### バス
- 大阪シティバス
- 阪神バス：2024年時点では区内には停留所はないが、大阪営業所（野田車庫）を設置。

### 道路
- 阪神高速道路
  - 2号淀川左岸線 (1期工事 2012年開通）
  - 3号神戸線
    - 海老江出入口

  - 11号池田線
    - 福島出入口
- 国道2号（曽根崎通）
- なにわ筋（大阪府道41号大阪伊丹線）
- 新なにわ筋（大阪府道29号大阪臨海線）
- あみだ池筋
- 北港通

### 港
- 福島港（ほたるまち港）（定期航路無し）

## 教育

### 大学
- 私立
  - 大阪芸術大学ほたるまちキャンパス

### 高校
- 大阪府立
  - 西野田工科高等学校

### 中学校
- 大阪市立
  - 八阪中学校
  - 下福島中学校
  - 野田中学校

### 小学校
- 大阪市立
  - 福島小学校
  - 玉川小学校
  - 野田小学校
  - 吉野小学校
  - 大開小学校
  - 鷺洲小学校
  - 海老江東小学校
  - 海老江西小学校
  - 上福島小学校

### 幼稚園
- 大阪市立
  - 西野田幼稚園
  - 貫江田幼稚園
  - 海老江西幼稚園
- 私立
  - 愛輝幼稚園
  - 福島幼稚園
  - 下福島幼稚園
  - 大開幼稚園

## 施設

### 公共施設
- 在大阪パナマ共和国名誉領事館
- 大阪中之島合同庁舎
  - 大阪高等検察庁
  - 大阪地方検察庁
  - 人事院近畿事務局
- 大阪福島税務署
- 大阪福島郵便局
- 福島年金事務所
- 淀川河川事務所福島出張所
- 大阪府
- 福島警察署
- 大阪市
- 福島区役所
- 福島消防署
- 朝日放送グループホールディングス本社
  - 朝日放送テレビ本社・スタジオ
  - 朝日放送ラジオ本社・スタジオ
  - ABCホール
- 堂島リバーフォーラム
- The Tower Osaka
- リバーレジデンス堂島

### 公園
- 淀川河川公園（海老江地区 野球場・陸上競技場・テニスコート）
- 下福島公園

### 医療機関
- 地域医療機能推進機構大阪病院（病床数565[11]）
- 関西電力病院（病床数400）
- 大阪整形外科病院（病床数98）
- 松本病院（病床数199）
- 首藤病院（病床数86）
- フジタ病院（病床数65）

### 商業施設
- ウイステ (WISTE) 野田阪神
- イオン
  - イオンスタイル野田阪神
  - イオンスタイル海老江
- 関西スーパー 福島店
- コーヨー 鷺洲店
- ライフ 野田店、堂島大橋店
- 万代 福島吉野店
- 阪急オアシス 福島玉川店
- ヤマダデンキ テックランド大阪野田店
- コーナン 福島大開店
- 新橋筋商店街
- 福島聖天通商店街（"占い商店街"）
- 野田阪神本通商店街
- 野田阪神駅前通商店街

### 社寺・史跡
- 福島天満宮
- 野田恵美須神社
- 八坂神社
- 春日神社
- 天神社
- 了徳院
- 妙寿寺
- 南桂寺
- 三光寺
- 西善寺
- 岡松寺
- 本遇寺
- 地蔵寺
- 円満寺
- 極楽寺
- 弘法寺
- 本成寺
- 因順寺
- 大仙寺
- 覚円寺

### 集合住宅

#### 超高層マンション
- シティタワー西梅田（177m, 50階）
- The Tower Osaka（177m, 50階）
- OSAKA福島タワー（160m, 45階）
- キングマンション堂島川（142m, 43階）
- シティタワー大阪福島（129m, 37階）
- 福島ガーデンズタワー（118m, 34階）
- クレヴィアタワー中之島（127m, 36階）
- リバーサイドタワー中之島（102m, 31階）

#### 住宅団地
- 都市再生機構鷺洲市街地住宅
- 都市再生機構大開団地
- 都市再生機構鷺洲第2団地
- 都市再生機構リバーサイドさぎす
- 大開厚生年金住宅
- 福山通運社宅

福島区内には大阪市営住宅（旧大阪府営住宅含む）や公社住宅は一切存在しない。

### 通信施設
福島区福島3丁目の阪神ダイヤビルおよび北区堂島3丁目のNTTテレパーク堂島には、日本のインターネット網の基幹施設であるインターネットエクスチェンジが置かれている他、各社のデータセンターも置かれ、西日本の情報通信インフラの中心地である。
- NSPIXP-3：阪神ダイヤビルのソフトバンクIDC内および、NTTテレパーク堂島
- JPIX大阪：NTTテレパーク堂島
- JPNAP大阪：NTTテレパーク堂島

### その他
- 大阪市中央卸売市場
- 関西将棋会館（将棋博物館が併設されていたが、2006年10月に閉館）
- 海老江下水処理場（此花区にまたがっている）
- 莫大小会館

## 出身者

### 実業
- 松田栄吉 - 吉野家創業者。大阪府西成郡野田村字吉野（現：大阪市福島区吉野）出身であったことから屋号を「吉野家」とした。

### 文化・芸能
- 笑福亭枝鶴 (6代目) - 落語家
- 曾我廼家五郎八 - 喜劇役者
- 高浜愛子 - 将棋女流棋士
- 高橋ロジャー和久 - ドラマー
- 田辺聖子 - 小説家
- 月亭八方 - 落語家
- 月亭八光 - 落語家、月亭八方の実子。
- 西本馨 - 将棋棋士
- 松下達夫 - 俳優
- 紅萬子 - 女優
- 瀬戸つよし - 歌手

### スポーツ
- 清宮克幸 - 元ラグビー選手
- 巽樹理 - シドニーオリンピック＆アテネオリンピックシンクロ代表選手
- 中西麻耶 - パラリンピック選手
- 西脇万里子 - バレーボール選手 野田出身
- マイティ井上 - 元プロレスラー

### 福島区ゆかりの有名人
- 清水忠史 - 政治家・元漫才師、元大阪市議（福島区選出）
- 福澤諭吉 - 慶應義塾創始者。現在の福島1丁目にあった中津藩蔵屋敷で生まれる。
- 松下幸之助 - 実業家。パナソニックグループ創業者。現在の大開2丁目で「松下電気器具製作所」（現在のパナソニックホールディングス）を創業。終生福島区に本籍を置いていた。
- 淺山金五郎 ‐ 実業家。淺山組創業者。大正・昭和期の運搬請負業者として戦前に活動。地下鉄御堂筋線建設に従事した。淺山組の本社を現在の福島区に置いていた。

## ギャラリー
- 街並み

- 野田阪神交差点
阪神電鉄野田駅
- 野田の高層建築群
- 環状線 福島駅高架
なにわ筋
- 新福島駅付近
国道2号 浄正橋交差点
- 下福島公園
- 福島聖天通商店街
- 阪神電鉄本社
- 堂島大橋と堂島川
- 福島警察署
- 福島消防署
- 大阪中之島合同庁舎
- 朝日放送グループホールディングス
朝日放送テレビ
朝日放送ラジオ本社
- シティタワー西梅田

- 名所旧跡

- 逆櫓の松址付近
福島二丁目
- 野田城址碑
玉川四丁目
- 二十一人討死之碑
玉川四丁目
- 福島天満宮
福島二丁目
- 田蓑橋北詰の蛸の松
福島一丁目
- 松下幸之助創業の地記念碑
大開二丁目
- 旧 福島区役所 庁舎
2007年10月閉館